# Prokletije
Prokletije ili Albanske Alpe su planinski masiv u sjevernoj Albaniji, istočnoj Crnoj Gori i na zapadu Kosova.

## Zemljopis
Najveći vrh je Jezerski vrh (albanski:  Maja Jezercë), ujedno i najveći vrh cijelih Dinarida, visok 2694 m n/m. Drugi po visini vrh je Đeravica (2656 m).
Status nacionalnoga parka trenutno je u stanju preoblikovanja sukladno kosovskim zakonima.

## Vanjske poveznice
|  | Zajednički poslužitelj ima još gradiva o temi Prokletije |